# Byblos
Byblos (řecky Βύϐλος, fénicky Gebal, či Gubal, arabsky جبيل‎ džubajl, za dob křížových výprav znám jako Gibelet) je antické město na středomořském pobřeží ležící v dnešním Libanonu, přibližně 26 kilometrů od hlavního města Bejrútu. Město je součástí gubernátu Horský Libanon a dnes je jednou z největších turistických atrakcí v Libanonu, zejména díky bohaté historii a blízkým horám.

## Historie

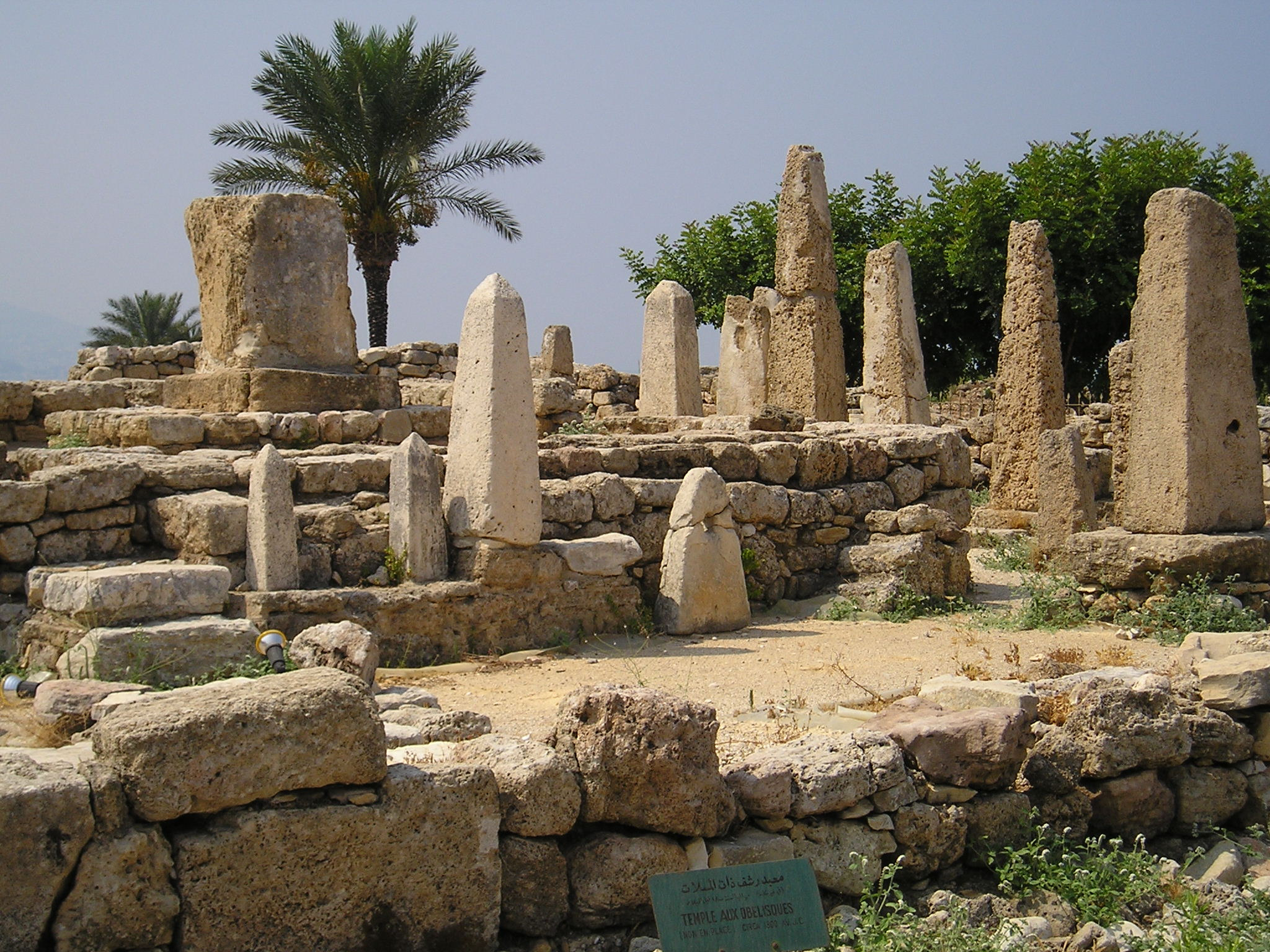
Ruiny Obeliskového chrámu v Byblu

### Etymologie
Řecký název pro fénický Gebal Byblos je odvozen ze slova Bublos (řecky Bύβλος), což byl výraz pro egyptský papyrus, který byl z Gebalu Féničany vyvážen do Řecka. Současné arabské jméno města Džubajl pochází od původního fénického jména Gebal.

### Nejstarší dějiny
Byblos byl osídlen již v éře neolitu kolem roku 5 000 př. n. l. a podle útržků připisovaných pololegendárnímu historikovi Sanchuniathonovi pocházejících z doby před trojskou válkou je jedním z nejstarších osídlených měst na světě. Dodnes jsou zde k vidění některé památky pocházející z neolitického období. Podle antického spisovatele Filóna z Byblu bylo město založeno samotným otcem boha Dia, Kronem, a Byblos měl být místem, kde bůh Thovt vynalezl psaní. Neexistuje však žádný důkaz, že by byl Byblos nejstarším městem na světě.
Počátky města lze sledovat v průběhu 3. tisíciletí př. n. l. V té době jej již tvořily domy přibližně stejné velikosti s masivními stěnami. Současně byly objeveny i památky pocházející z Egypta z období čtvrté dynastie. Vzrůstající Byblos měl pravděpodobně silné kontakty s faraonským Egyptem. Dokazuje to nález amarnské korespondence z období 13. dynastie (období vlády faraona Neferhotepa I.) čítající asi 60 dopisů, které pocházely od místních vládců jménem Rib-Hadda a Ili-Rapih a týkaly se dobytí okolních městských států národem Hapiru.
Archeologické doklady přítomnosti Féničanů se datují do období kolem roku 1200 př. n. l. a představují je nálezy nápisů ve fénickém písmu. Nejvýznamnějším z nich z města Byblos je nápis na sarkofágu lokálního krále Ahirama. Ve stejné době byl ve městě vybudován chrám kanaánského boha válka Rešefa, který byl zbořen v době vlády Alexandra Makedonského. Pod vládou Féničanů se město stává významným obchodním přístavem obchodujícím s celým Středomořím.
V asyrském období se Byblos stal hned několikrát kořistí asyrských králů. Nejdříve musel od roku 738 př. n. l. platit tribut králi Tiglatpilesarovi III. Posléze byl dobyt králi Sinacheribem (701 př. n. l.), Asarhaddonem a Aššurbanipalem.
V perském období (538–332 př. n. l.) se Byblos vedle Sidonu, Týru a Arwadu stal jedním ze čtyř perských vazalských království.

### Helénské a římsko-byzantské období
Roku 332 př. n. l. se Byblos s příchodem Alexandra Makedonského dostal pod řeckou nadvládu. Také v té době zde pokračoval čilý obchodní ruch s celou středomořskou oblastí.
V průběhu řecko-římského období byl nákladně přestavěn Rešefův chrám a město se stalo centrem kultu řeckého boha Adonida. Ve 3. století bylo vybudováno rozsáhlé divadlo.
Během byzantské nadvlády se Byblos stal sídlem biskupství a dosáhl značného růstu.

### Arabové a Frankové
Roku 636 Byblos dobyli Arabové, kteří nadále znemožnili městu obchodovat se západní Evropou. Roku 1098 město dobyla křesťanská vojska evropských křižáků, kteří Byblu navrátili jeho obchodní význam. Evropané v Byblu vybudovali mocný křižácký hrad a město se pod jménem Gibelet (francouzsky Giblet, italsky Gibelletto) stal sídlem mocného křižáckého rodu janovského původu Embriaco, vazalů křižáckého Antiochijského knížectví. Zbytky křižáckého hradu se dodnes zachovaly a dnes tvoří působivou dominantu v centru dnešního města.
Roku 1187 jej od křižáků dobyl egyptský sultán Saladin. Třetí křížová výprava jej však za několik let dobyla nazpět a definitivně byl dobyt od křižáků až roku 1266 mamlúckým sultánem Bajbarsem. Opevnění města bylo následně obnoveno.

### Novověk a současnost
V letech 1516 do roku 1918 byl Byblos součástí Osmanské říše. Město se poté roku 1920, stejně jako celý Libanon, stalo součástí Francouzského mandátu Libanon až do roku 1943, kdy Libanon získal nezávislost.
Dnes je Byblos moderním městem. Byblos má dnes tři zástupce v libanonské vládě, a to jednoho šíitu a dva maronity. Maronitští katolíci jsou dnes nejpočetnější náboženskou komunitou v Byblu a jeho okolí, následování malou komunitou šíitů. Byblos a jeho původní křesťanské a šíitské obyvatelstvo se vyhnulo vystěhování, které prováděli s obyvatelstvem na Blízkém východě seldžučtí Turci, kteří do oblasti pronikali v raném a vrcholném středověku, a kteří jinak města poté sami osídlili.

## Galerie

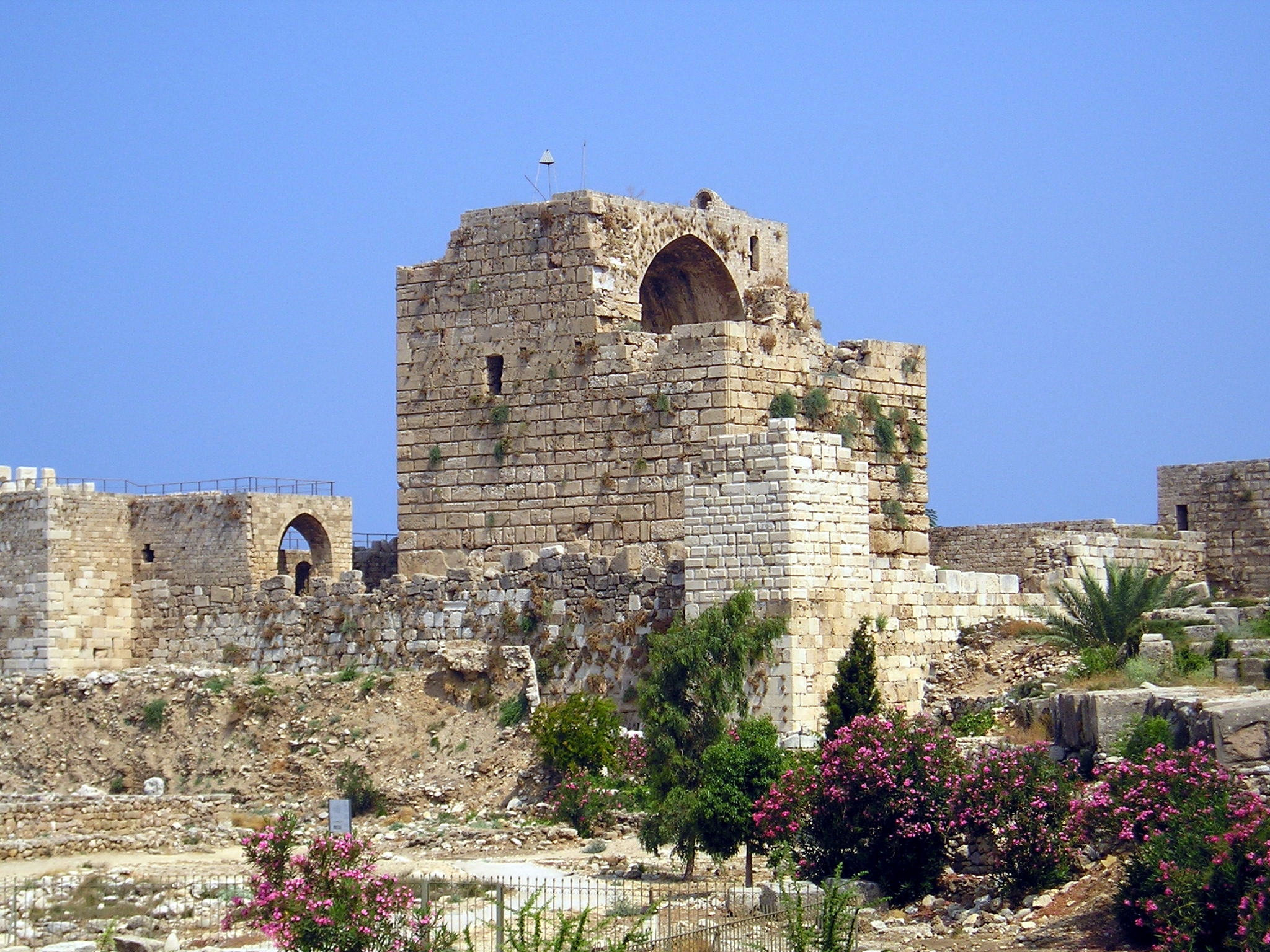
Křižácký hrad
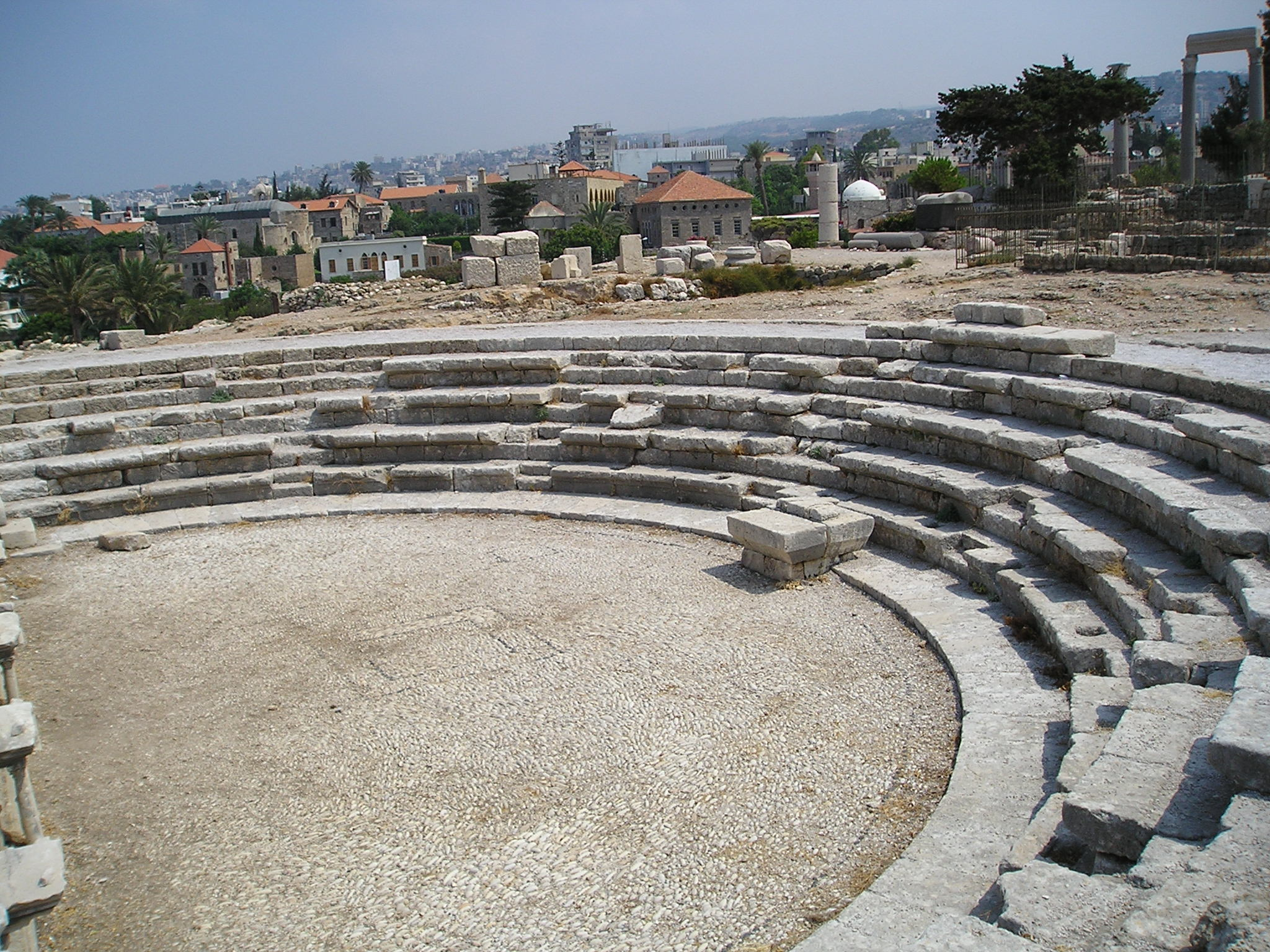
Římské divadlo
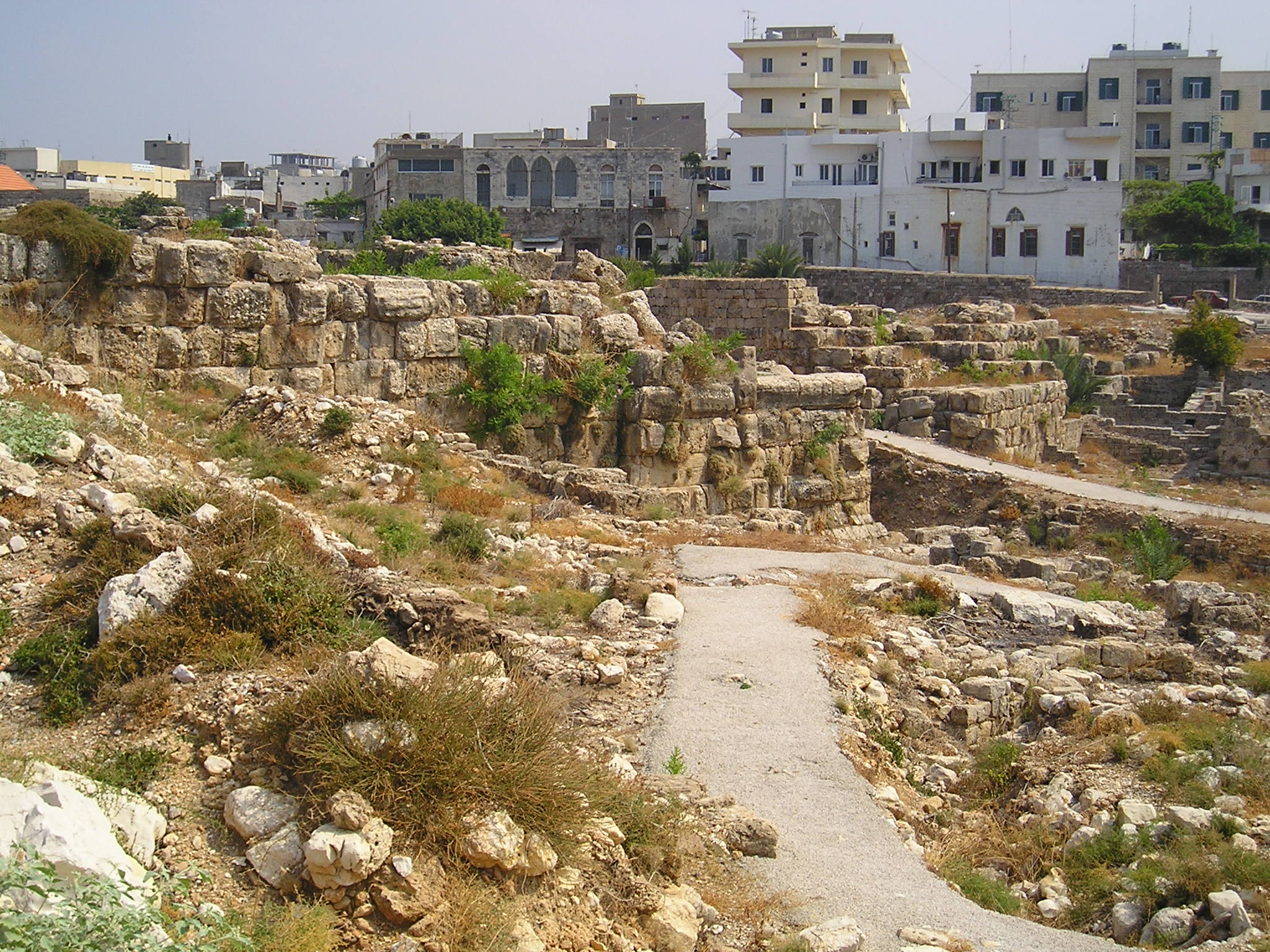
Zbytky perské pevnosti